# Red Dog (film)
Red Dog is een Australische comedy-drama familiefilm uit 2011, geregisseerd door Kriv Stenders. De film is gebaseerd op de gelijknamige roman uit 2002 van Louis de Bernières, over het waargebeurde verhaal van de bastaardhond Red Dog. De film werd gevolgd door een prequel, Red Dog: True Blue uit 2016.

## Rolverdeling
| Acteur               | Personage |
| -------------------- | --------- |
| Josh Lucas           | John      |
| Rachael Taylor       | Nancy     |
| Rohan Nichol         | Jocko     |
| Luke Ford            | Thomas    |
| Arthur Angel         | Vanno     |
| John Batchelor       | Peeto     |
| Keisha Castle-Hughes | Rosa      |
| Noah Taylor          | Jack      |

## Prijzen en nominaties
De belangrijkste:
| Jaar | Prijs        | Categorie                  | Genomineerde(n)          | Uitslag     |
| ---- | ------------ | -------------------------- | ------------------------ | ----------- |
| 2012 | AACTA Awards | AFI Members' Choice Award  | Julie Ryan & Nelson Woss | Gewonnen    |
| 2012 | AACTA Awards | Beste Film                 | Julie Ryan & Nelson Woss | Gewonnen    |
| 2012 | AACTA Awards | Beste regie                | Kriv Stenders            | Genomineerd |
| 2012 | AACTA Awards | Beste bewerkte scenario    | Daniel Taplitz           | Genomineerd |
| 2012 | AACTA Awards | Beste montage              | Jill Bilcock             | Genomineerd |
| 2012 | AACTA Awards | Beste cinematografie       | Geoffrey Hall            | Genomineerd |
| 2012 | AACTA Awards | Beste originele filmmuziek | Cezary Skubiszewski      | Genomineerd |
| 2012 | AACTA Awards | Beste productieontwerp     | Ian Gracie               | Genomineerd |